# Giovanni Perrone
Giovanni Perrone (11 de marzo de 1794 en Chieri, Italia - 26 de agosto de 1876 en Castel Gandolfo, Italia) fue  un teólogo católico y jesuita italiano.

## Vida
Al entrar en la Compañía de Jesús Perrone era ya sacerdote y había obtenido un doctorado en teología en el seminario mayor de Turín. Fue uno del primer grupo de profesores jesuitas en volver (octubre 1824) al Collegio Romano, en respuesta a la petición de León XII (17 de mayo de 1824). Perrone pasó casi toda su vida en el colegio, donde ocupó la cátedra de teología dogmática desde 1824 a 1853, excepto dos intervalos (1830-1834 y 1848-1851). Fue rector de 1853 a 1855, y prefecto de estudios de 1855 a 1876. Pío IX, que tenía de él una gran estima, le hizo consultor de casi todas las congregaciones romanas, miembro de la comisión para la definición del dogma de la Inmaculada Concepción, y teólogo suyo en el Concilio Vaticano I. Perrone es considerado uno de los principales restauradores de los estudios eclesiásticos en el siglo xix.
Con su método, más apologético-positivo que especulativo, y el sentido vivo de la importancia de la Tradición apostólica, preparó el camino a Carlo Passaglia, Johann Baptist Franzelin y los teólogos de la «escuela romana». Gran parte de su fama se debió a su obra de nueve volúmenes, Praelectiones theologicæ, y a sus escritos sobre la Inmaculada Concepción. Estos trabajos, con todo, no pueden aislarse de su interés por los problemas de su tiempo, en particular su relación con John Henry Newman respecto al desarrollo del dogma y sus intervenciones sobre las cuestiones suscitadas por Georg Hermes y por los tradicionalistas. Perrone fue colaborador ordinario de los Annali delle Scienze Religiose.

## Obras
- Praelectiones theologicæ 9 v. (Roma, 1835- 1842; 1900).
- Istruzione sulla dottrina della Incarnazione per uso degli Abissini (Roma, 1839).
- Riflessioni sul metodo introdotto da Giorgio Ermes nella teologia cattolica... (Roma, 1843).
- De Immaculato B. V. Mariæ conceptu an dogmatico decreto definiri possit disquisitio theologica (Roma, 1847).
- Opuscoli teologici intorno alla chiesa cattolica ed al protestantesimo 2 v. (Napoles, 1851-1852).